# Orchestre de la Suisse Romande
L'Orchestre de la Suisse Romande (Orchestra della Svizzera Romanda, OSR) venne fondata nel 1918 da Ernest Ansermet. Il primo concerto ebbe luogo alla Victoria Hall di Ginevra, diretto dal fondatore. Oltre ai concerti sinfonici esegue le opere al Grand Théâtre di Ginevra.
L'orchestra svolse attività concertistica in tutto il mondo e stipulò un contratto di lunga durata con l'etichetta discografica Decca Records per la registrazione di un gran numero di dischi. Essa eseguì le prime esecuzioni di diverse opere dei compositori svizzeri Arthur Honegger e Frank Martin.
Durante la seconda guerra mondiale molti direttori d'orchestra tedeschi trasferirono la loro residenza in Svizzera. Wilhelm Furtwängler divenne un frequente direttore ospite dell'Orchestra dirigendo il suo repertorio prediletto dei compositori Beethoven, Brahms e Richard Strauss. Anche Carl Schuricht fu direttore ospite dirigendo musiche di Bruckner e Mahler.

## Direttori
- Ernest Ansermet (1918-1967)
- Paul Kletzki (1967-1970)
- Wolfgang Sawallisch (1972-1980)
- Horst Stein (1980-1985)
- Armin Jordan (1985-1997)
- Fabio Luisi (1997-2002)
- Pinchas Steinberg (2002-2005)
- Marek Janowski (2005-2012)
- Neeme Järvi (2012-2015)
- Jonathan Nott (2017 -  ...)

## Discografia parziale
Dei 150 album citiamo:
- Beethoven: Symphony No. 9, Overtures & Grosse Fugue - L'Orchestre de la Suisse Romande/Ernest Ansermet, Decca
- Berlioz Ravel, Nuits d'été/Shéhérazade - Crespin/Ansermet/Suisse Rom., 1963 Decca
- Bizet, Carmen - Schippers/Resnik/Del Monaco, 1963 Decca
- Debussy: La Mer, Jeux & Khamma - Ernest Ansermet/L'Orchestre de la Suisse Romande, Decca
- Debussy: Pelléas et Mélisande - Camille Maurane/Erna Spoorenberg/Ernest Ansermet/L'Orchestre de la Suisse Romande, 1964 Decca
- Delibes: Coppélia - L'Orchestre de la Suisse Romande/Richard Bonynge, 1970 Decca
- Dukas: L'Apprenti Sorcier & la Péri - Armin Jordan/L'Orchestre de la Suisse Romande, 1985 Erato
- Falla, Cappello/Vida breve/Amore str. - Ansermet/Berganza/De Gabarain, 1955/1961 Decca
- Fauré: Requiem, Pelléas et Mélisande, Masques et Bergamasques - Suzanne Danco/Gérard Souzay/L'Orchestre de la Suisse Romande/Ernest Ansermet, Decca
- Honegger: Le Roi David - Choir De L Eglise Nationale Vaudoise/Marie-Lise de Montmollin/Michel Hamel/Stephane Audel/Ernest Ansermet/Suzanne Danco/L'Orchestre de la Suisse Romande, 1970 Decca
- Offenbach, Racconti di Hoffmann - Bonynge/Domingo/Sutherland, Decca
- Ravel, Daphnis et Chloé - Ansermet/Suisse Romande, 1965 Decca
- Rimsky-Korsakov, Shéhérazade/Sadko/Zar Saltan - Ansermet/Suisse Romande, Decca
- Saint-Saëns Franck, Conc. pf. n. 2, 5/Var. sinfoniche - Thibaudet/Dutoit/Suisse Rom., 2007 Decca
- Stravinsky, Petrouchka - L'Orchestre De La Suisse Romande/Ernest Ansermet, 1949 London Records/Decca – Grammy Hall of Fame Award 1999
- Verdi, Jérusalem - Luisi/Giordani/Scandiuzzi, 1998 Decca
- Verdi: Alzira - Choeur Du Grand Theatre De Geneve/Fabio Luisi/L'Orchestre de la Suisse Romande/Marina Mescheriakova/Paolo Gavanelli/Ramón Vargas, 2001 Philips
- Calleja, The Maltese tenor (Arie e duetti celebri per tenore) - Armiliato/Kurzak/Suisse Rom., 2010 Decca
- Sutherland: Romantic French Arias - Dame Joan Sutherland/L'Orchestre de la Suisse Romande/Richard Bonynge, 1970 Decca
- Souvenir of a Golden Era - Marilyn Horne/L'Orchestre de la Suisse Romande/Henry Lewis, 1966 Decca